# Uvariopsis submontana
Espèce
Uvariopsis submontana Kenfack, Gosline & Gereau est une espèce de plantes à fleurs de la famille des Annonaceae et du genre Uvariopsis. C'est un arbre endémique du Cameroun.

## Description
C'est un arbre monoïque dont la hauteur est d'environ 8 à 15, voire 25 m. Son diamètre est d'environ 30 cm.

## Distribution et habitat
Elle pousse au Cameroun dans les forêts sempervirentes sub-montagnardes  entre 840 et 1 200 mètres d’altitude. Endémique, assez rare, elle est présente dans la région du Sud-Ouest (mont Koupé, monts Rumpi) et dans celle du Littoral.

## Menaces
Cette espèce est menacée par la destruction des terres en faveur de l’agriculture.